# Isopsetta isolepis
Isopsetta isolepis är en fiskart som först beskrevs av Lockington, 1880.  Isopsetta isolepis ingår i släktet Isopsetta och familjen flundrefiskar. Inga underarter finns listade i Catalogue of Life.